# 2006年日本の補欠選挙
2006年日本の補欠選挙（2006ねんにほんのほけつせんきょ）では、日本の立法府である衆議院と参議院の議員を補充するため2006年に行われた補欠選挙の結果について取り上げる。

## 概要
補欠選挙は、議員が辞職、あるいは死亡したこと等で、欠員が生じた場合にその欠員を補充するために行われる選挙である。2000年（平成12年）の公職選挙法改正によって、衆議院と参議院の補欠選挙は4月と10月の年2回にまとめて実施されている。
なお補欠選挙の期日については公職選挙法第33条の2において以下のように定められている。
- 9月16日から翌年の3月15日（第1期間）において衆議院議員及び参議院議員の再選挙または補欠選挙を行うべき事由が生じた場合は、当該期間直後の4月の第4日曜日に実施
- 3月16日からその年の9月15日（第2期間）までに衆議院議員及び参議院議員の再選挙または補欠選挙を行うべき事由が生じた場合は、当該期間直後の10月の第4日曜日に実施

## 4月に実施された補欠選挙
衆議院1選挙区で補欠選挙が実施された。

### 補欠選挙の概要
- 告示日：2006年4月11日
- 投票日：2006年4月23日
- 選挙区：1選挙区

衆議院：千葉県第7区

### 選挙事由と候補者
千葉県第7区
- 選挙事由：松本和巳衆議院議員（自由民主党）が、選挙運動関係者の公職選挙法違反（買収）による引責のため、議員辞職したことによる。
- 候補者：5名

| 候補者     | 性別 | 年齢 | 党派（推薦・支持） | 新旧 | 職業     |
| ---------- | ---- | ---- | ------------------ | ---- | -------- |
| 太田和美   | 女   | 26   | 民主党             | 新人 | 政党役員 |
| 斎藤健     | 男   | 46   | 自由民主党         | 新人 | 党支部長 |
| 徳増記代子 | 女   | 53   | 日本共産党         | 新人 | 党県委員 |
| 小林崇徳   | 男   | 63   | 無所属             | 新人 | 行政書士 |
| 宮岡進一郎 | 男   | 64   | 無所属             | 新人 | 無職     |
出典：第44回衆議院議員補欠選挙（2006年4月23日投票）候補者一覧-ザ・選挙

### 選挙結果
千葉県第7区
- 当日有権者：386,606
- 投票者数：191,866
- 投票率：49.63%（2005年総選挙64.75％）
- 当選者：太田和美（民主党）

| 当落                   | 候補者                 | 党派（推薦）           | 新旧                   | 得票    |
| ---------------------- | ---------------------- | ---------------------- | ---------------------- | ------- |
| 当選                   | 太田和美               | 民主党                 | 新人                   | 87,046  |
|                        | 斎藤健                 | 自由民主党             | 新人                   | 86,091  |
|                        | 徳増記代子             | 日本共産党             | 新人                   | 14,274  |
|                        | 宮岡進一郎             | 無所属                 | 新人                   | 1,530   |
|                        | 小林崇徳               | 無所属                 | 新人                   | 681     |
| 合計得票（有効投票数） | 合計得票（有効投票数） | 合計得票（有効投票数） | 合計得票（有効投票数） | 189,622 |
出典：総務省“衆議院千葉県第7区選出議員補欠選挙結果調” (PDF) （2011年8月11日閲覧）

## 10月に実施された補欠選挙
衆院2選挙区で補欠選挙が実施された。自民党は安倍晋三総裁、民主党は小沢一郎代表で臨む初の補選となった。

### 補欠選挙の概要
- 告示日：2006年10月10日
- 投票日：2006年10月22日
- 選挙区：選挙区

衆議院：神奈川県第16区・大阪府第9区

### 選挙事由と候補者
神奈川県第16区
- 選挙事由：亀井善之衆議院議員（自由民主党、元農林水産大臣・運輸大臣）の死去による[2]。
- 候補者：3名

| 候補者     | 性別 | 年齢 | 党派（推薦・支持） | 新旧 | 職業         |
| ---------- | ---- | ---- | ------------------ | ---- | ------------ |
| 笠木隆     | 男   | 60   | 日本共産党         | 新人 | 政党役員     |
| 後藤祐一   | 男   | 37   | 民主党             | 新人 | 会社員       |
| 亀井善太郎 | 男   | 35   | 自由民主党         | 新人 | 選挙区支部長 |
大阪府第9区
- 選挙事由：西田猛衆議院議員（自由民主党）の死去による[3]
- 候補者：3名

| 候補者   | 性別 | 年齢 | 党派（推薦・支持） | 新旧 | 職業                           |
| -------- | ---- | ---- | ------------------ | ---- | ------------------------------ |
| 原田憲治 | 男   | 58   | 自由民主党         | 新人 | 選挙区支部長・大阪府議会議員   |
| 大谷信盛 | 男   | 43   | 民主党             | 元職 | 政党役員・元衆議院議員（二期） |
| 藤木邦顕 | 男   | 48   | 日本共産党         | 新人 | 弁護士                         |
出典：第44回衆議院議員補欠選挙（2006年10月23日投票）候補者一覧-ザ・選挙

### 選挙結果
神奈川県第16区
- 当日有権者：426,645
- 投票者数：201,191
- 投票率：47.16%（2005年総選挙64.77%）
- 当選者：亀井善太郎（自由民主党）

| 当落                   | 候補者                 | 党派（推薦）           | 新旧                   | 得票    |
| ---------------------- | ---------------------- | ---------------------- | ---------------------- | ------- |
| 当選                   | 亀井善太郎             | 自由民主党             | 新人                   | 109,464 |
|                        | 後藤祐一               | 民主党                 | 新人                   | 80,450  |
|                        | 笠木隆                 | 日本共産党             | 新人                   | 9,862   |
| 合計得票（有効投票数） | 合計得票（有効投票数） | 合計得票（有効投票数） | 合計得票（有効投票数） | 199,776 |
出典：総務省“衆議院神奈川県第16区選出議員補欠選挙結果調” (PDF) （2011年8月11日閲覧）
大阪府第9区
- 当日有権者：428,226
- 投票者数：223,306
- 投票率：52.15%（2005年総選挙67.56%）
- 当選者：原田憲治（自由民主党）

| 当落                   | 候補者                 | 党派（推薦）           | 新旧                   | 得票    |
| ---------------------- | ---------------------- | ---------------------- | ---------------------- | ------- |
| 当選                   | 原田憲治               | 自由民主党             | 新人                   | 111,226 |
|                        | 大谷信盛               | 民主党                 | 元職                   | 92,424  |
|                        | 藤木邦顕               | 日本共産党             | 新人                   | 17,774  |
| 合計得票（有効投票数） | 合計得票（有効投票数） | 合計得票（有効投票数） | 合計得票（有効投票数） | 221,424 |
出典：総務省“衆議院大阪府第9区選出議員補欠選挙結果調” (PDF) （2011年8月11日閲覧）